# Charles Périgois
Charles Périgois est un homme politique français né le 26 novembre 1746 à La Châtre (Indre), où il est décédé le 5 février 1814.

## Biographie
Avocat, il est officier à l'élection de La Châtre et régisseur du grenier à sel. Administrateur du département en 1790, il est procureur général, syndic en 1791 puis président du tribunal civil de La Châtre.
Il est député de l'Indre au Corps législatif de 1804 à 1814.
Il est le grand-père d'Ernest Périgois, député de l'Indre de 1881 à 1885.